# Tallgrundet
Tallgrundet, finska: Mäntykari, är en ö i Finland. Den ligger i Skärgårdshavet och i kommunen Nådendal i landskapet Egentliga Finland, i den sydvästra delen av landet. Ön ligger omkring 31 kilometer sydväst om Åbo och omkring 180 kilometer väster om Helsingfors. Ön är 2,2 hektar och dess största längd är 220 meter i sydväst-nordöstlig riktning. Närmaste större samhälle är Rimito, 11,7 km nordost om Tallgrundet.